# 95식 경전차

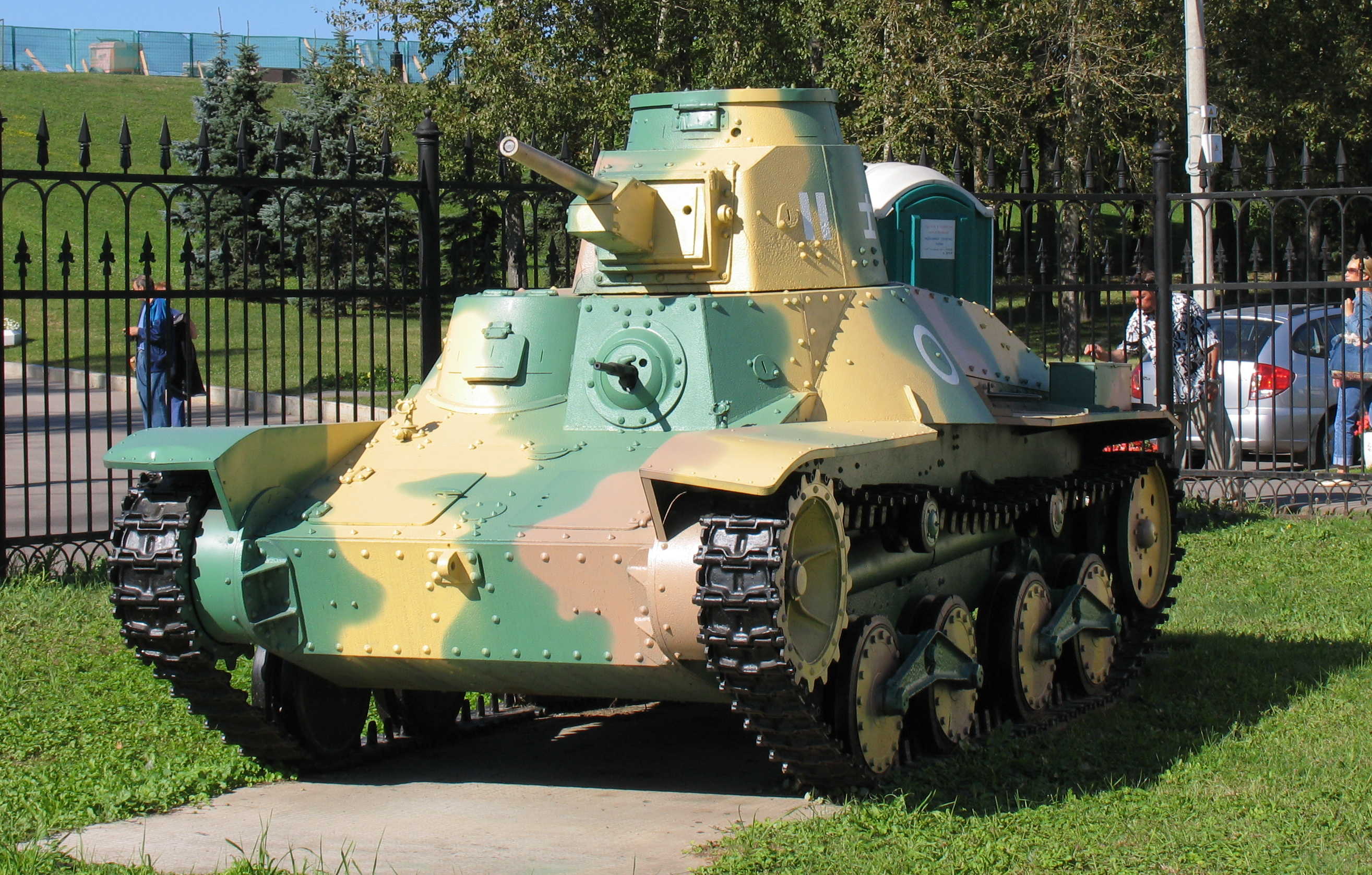

95식 경전차(일본어: 九五式軽戦車 ハ号, Type 95 Ha-Go light tank, Ke-Go)}는 일본 제국이 중일 전쟁 중에, 소련에 대항하여 할힌골 전투에서, 그리고 제2차 세계 대전에 사용한 경전차이다. 보병에 대항하기에는 충분함을 입증했지만 미국의 M3 스튜어트 경전차처럼 다른 탱크들과 싸우기 위해 설계된 것은 아니었다. 약 2,300대가 생산되었다.

## 운용 국가
- 일본 제국
- 태국
- 만주국
- 중화민국
- 중화인민공화국
- 프랑스